# 1988-as amerikai elnökválasztás
Az 1988-as amerikai elnökválasztást az Egyesült Államok alkotmányának előírása szerint 1988. november 8-án, kedden tartották. A Republikánus Párt jelöltje, George H. W. Bush hivatalban lévő alelnök földcsuszamlásszerű győzelmével legyőzte a Demokrata Párt jelöltjét, Michael Dukakist. Ez a választás a harmadik egymást követő győzelme volt a republikánusoknak 1980 és 1984 után. Egy hűtlen elektor Nyugat-Virginiából Lloyd Bentsenre szavazott elnöknek.

## Jelölések

### Republikánus Párt
| A Republikánus Párt jelöltjei, 1988      |                               |
| George H. W. Bush                        | Dan Quayle                    |
| elnökjelölt                              | alelnökjelölt                 |
|                                          |                               |
| Az Egyesült Államok alelnöke (1981–1989) | Indiana szenátora (1981–1989) |

A republikánus előválasztás államonként. Az arany George H. W. Bush által, a zöld Pat Robertson által és a lila Bob Dole által megnyert államokat jelöli. A szürke olyan területeket jelöl, ahol nem volt előválasztás.

Az 1988-as amerikai republikánus elnökjelölti előválasztás során George H. W. Bush alelnök több jelentős kihívóval szállt szembe, köztük Bob Dole kansasi szenátorral, Jack Kemp New York-i képviselővel és Pat Robertson televíziós evangélistával. Annak ellenére, hogy Bush alelnökként Ronald Reagan elnök támogatását élvezte, kampánya kezdetben nehézségekbe ütközött. Az iowai jelölőgyűlésen váratlanul a harmadik helyen végzett Dole és Robertson mögött. Az ezt követő New Hampshire-i előválasztáson Bush kampánya agresszív televíziós hirdetésekkel támadta Dole adóemelési múltját, miközben John H. Sununu kormányzó is Bush mellett kampányolt. Ennek eredményeként Bush nyerte meg a New Hampshire-i előválasztást, ami lendületet adott további sikereihez.
A Republikánus Párt országos konvencióját New Orleansben tartották, ahol Bush-t egyhangúlag jelölték elnökjelöltnek, és Indiana szenátorát, Dan Quayle-t választotta alelnökjelöltjének. Elfogadó beszédében Bush egy biztató ígéretet tett: „olvassák le a számról: nem lesznek új adók.” Ez a kijelentés később jelentős szerepet játszott az 1992-es választási vereségében, miután mégis adóemeléseket vezetett be. 
| George H. W. Bush Az Egyesült Államok alelnöke 8 253 512 (67,9%) | Bob Dole Kansas szenátora 2 333 375 (19,19%) | Pat Robertson Televíziós lelkipásztor 1 097 446 (9,02%) | Jack Kemp New York képviselője 331 333 (2,72%) |

### Demokrata Párt
| A Demokrata Párt jelöltjei, 1988                 |                             |
| Michael Dukakis                                  | Lloyd Bentsen               |
| elnökjelölt                                      | alelnökjelölt               |
|                                                  |                             |
| Massachusetts kormányzója (1983–1991, 1975–1979) | Texas szenátora (1971–1993) |

| 1988-as Demokrata előválasztások eredményei                   | 1988-as Demokrata előválasztások eredményei           | 1988-as Demokrata előválasztások eredményei    | 1988-as Demokrata előválasztások eredményei     | 1988-as Demokrata előválasztások eredményei          | 1988-as Demokrata előválasztások eredményei  | 1988-as Demokrata előválasztások eredményei |
| ------------------------------------------------------------- | ----------------------------------------------------- | ---------------------------------------------- | ----------------------------------------------- | ---------------------------------------------------- | -------------------------------------------- | ------------------------------------------- |
| Michael Dukakis Massachusetts kormányzója 10 024 101 (42,37%) | Jesse Jackson Polgárjogi aktivista 6 941 816 (29,34%) | Al Gore Tennessee szenátora 3 190 992 (13,49%) | Paul Simon Illinois szenátora 1 107 692 (4,68%) | Dick Gephardt Missouri képviselője 1 452 331 (6,14%) | Gary Hart Colorado szenátora 390 200 (1,65%) |                                             |

A demokrata előválasztás államonként

Az 1988-as amerikai demokrata elnökjelölti előválasztás során több jelentős politikus versengett a párt jelöléséért. A folyamat elején az esélyes Gary Hart coloradói szenátor volt, de később visszalépett a versenytől, miután hírek jelentek meg házasságon kívüli kapcsolatáról. Ezt követően Michael Dukakis massachusettsi kormányzó vált a legesélyesebb jelöltté. Dukakis kampányának középpontjában a „massachusetts-i csoda” állt, amely kormányzósága alatti gazdasági fellendülésről szólt.
A demokraták országos konvencióját 1988 júliusában Atlantában tartották, ahol Dukakist jelölték elnökjelöltnek, és Lloyd Bentsen texasi szenátort alelnökjelöltnek. A konvención Ann Richards texasi államkincstárnok egy emlékezetes beszédet mondott, amelyben Bush-t kritizálta.

## Kampány

### Willie Horton
A Bush-kampány egy hirdetést készített Willie Hortonról, egy elítéltről, aki a massachusettsi program során, amely keretei közt hétvégén bűnözők elhagyhatták a börtönt felügyelet alatt, megszökött és erőszakos bűncselekményt követett el. A reklám Dukakis felelősségét hangsúlyozta a program miatt, aláásva hitelességét bűnüldözési ügyekben és növelve a választók félelmét.

### Dan Quayle
Quayle választása meglepetés volt, mivel viszonylag fiatal (41 éves) és kevés tapasztalattal rendelkező politikus volt. A döntés célja az volt, hogy energiát vigyen a kampányba, és vonzóbbá tegye a republikánusokat a fiatalabb szavazók és a középosztálybeli amerikaiak számára.
Quayle szereplése azonban ellentmondásos volt. A demokraták és a média gyakran kritizálták tapasztalatlansága miatt. Az alelnökjelölti vita során Lloyd Bentsen demokrata szenátor egy emlékezetes pillanatban Quayle azon állítására, hogy politikai pályája hasonlít John F. Kennedy elnökhöz, így válaszolt: "Szenátor, én ismertem Jack Kennedyt. Jack Kennedy a barátom volt. Szenátor, ön nem Jack Kennedy." Ez a mondat súlyosan rontotta Quayle megítélését, és hozzájárult ahhoz a vélekedéshez, hogy nem elég felkészült az alelnöki szerepre.

### Dukakis és a halálbüntetés
Dukakis erősen ellenezte a halálbüntetést. Az elnökjelölti vitán Bernard Shaw vitavezető megkérdezte Dukakist, hogy támogatná-e a halálbüntetést, ha felesége gyilkosság áldozata lenne. Dukakis elutasította a halálbüntetést, érzelmektől mentes válasza pedig sokak szerint gyengítette a kampányát.

### Dukakis tankos fotója
1988 szeptemberében Dukakis egy tankban pózolt egy kampányeseményen, hogy demonstrálja elkötelezettségét a nemzetvédelem iránt. A Bush-kampány azonban egy reklámban felhasználta a felvételt, amelyen Dukakis nagy sisakban látható, gúnyos aláfestéssel, hogy alkalmatlannak tüntesse fel a hadsereg főparancsnoki szerepére.